# Jules Feiffer
Jules Feiffer   (Bronx, 26 de gener de 1929 - Richfield Springs, 17 de gener de 2025) va ser un dibuixant i autor de còmic nord-americà, que va ser considerat l'autor satíric més llegit del país. Va guanyar el premi Pulitzer 1986 per editorial cartooning i el 2004 va ser inclòs al Saló de la Fama del Còmic. Va escriure el curt d'animació Munro, que va guanyar un Oscar al millor curtmetratge d'animació el 1961. La Biblioteca del Congrés ha reconegut el seu "llegat notable", des de 1946 fins a l'actualitat, com a dibuixant, dramaturg, guionista, autor de llibres per a adults i nens, il·lustrador i professor d'art.
Quan Feiffer tenia 17 anys (a mitjans de la dècada de 1940) es va convertir en assistent del dibuixant Will Eisner. Allà va ajudar a Eisner a escriure i il·lustrar les seves tires còmiques, incloent The Spirit. El 1956, es va convertir en dibuixant personal de The Village Voice, on va produir la tira còmica setmanal titulada Feiffer fins al 1997. Els seus dibuixos es van distribuir a nivell nacional el 1959 i després van aparèixer regularment en publicacions com el Los Angeles Times, el London Observer, The New Yorker, Playboy, Esquire i The Nation. El 1997, va crear la primera tira còmica d'una pàgina d'actualitat per al The New York Times, que es va publicar mensualment fins al 2000.
Feiffer va escriure més de 35 llibres, obres de teatre i guions. La seva primera de moltes col·leccions de dibuixos satírics, Sick, Sick, Sick, es va publicar el 1958, i la seva primera novel·la, Harry, the Rat With Women, el 1963. El 1965, va escriure The Great Comic Book Heroes, la primera història dels superherois de còmics de finals dels anys 30 i principis dels 40 i un homenatge als seus creadors. El 1979, Feiffer va crear la seva primera novel·la gràfica, Tantrum. L'any 1993 va començar a escriure i il·lustrar llibres adreçats a lectors joves, amb diversos premis.
Feiffer va començar a escriure per al teatre i el cinema el 1961, amb obres com Little Murders (1967), Feiffer's People (1969) i Knock Knock (1976). Va escriure el guió de Carnal Knowledge (1971), dirigida per Mike Nichols, i Popeye (1980), dirigida per Robert Altman. En el moment de la seva mort, estava treballant en una memòria visual.

## Biografia
Feiffer va néixer al Bronx, Nova York, el 26 de gener de 1929. Els seus pares eren David Feiffer i Rhoda (née Davis), i Feiffer es va criar en una llar jueva amb una germana petita i una germana gran. El seu pare normalment estava a l'atur en la seva feina com a venedor a causa de la Depressió. La seva mare era una dissenyadora de moda que feia dibuixos a l'aquarel·la dels seus dissenys que venia a diversos fabricants de roba de Nova York. "Ella anava porta a porta venent els seus dissenys per 3 dòlars", va recordar Feiffer. El fet que ella fos la sostenidora, però, va crear una "atmosfera de culpa silenciosa" a la llar. Feiffer va començar a dibuixar als 3 anys. "La meva mare sempre em va animar a dibuixar", va dir.
Quan tenia 13 anys, la seva mare li va regalar una taula de dibuix per al seu dormitori. També el va inscriure a la Art Students League de Nova York per estudiar anatomia. Es va graduar a la James Monroe High School el 1947. Va guanyar una medalla del John Wanamaker Art Contest per un dibuix fet amb llapis de colors de l'heroi occidental de ràdio Tom Mix. El 1965 va escriure sobre la seva infància
| «                | Vaig arribar al camp amb una intenció més seriosa que la dels meus contemporanis opiacis. Mentre ells, en aquells dies pre-súper, menjaven "Cosmo, mestre de la disfressa"; "Speed Saunders"; i "Bart Regan Spy", estava comptant quants panells hi havia a una pàgina, quantes pàgines hi havia a una història, aprenent a formar, per al meu propi ús, frases com: @X#?/; marcant com a referència futura quin heroi del còmic va ser eliminat de quin heroi de ràdio: Buck Marshall de Tom Mix; el venjador carmesí de The Green Hornet... | » |
| — Jules Feiffer, | |   |

Feiffer va dir que el còmic va ser el seu primer interès quan era jove, "el que més m'agradava". Va afirmar que com que no sabia escriure prou bé com per ser escriptor, o dibuixar prou bé com per ser un artista, es va adonar que la millor manera de tenir èxit seria combinar els seus talents limitats en cadascun d'aquests camps per crear quelcom únic. Llegia tires còmiques de diversos diaris que el seu pare portava a casa i se sentia atret sobretot per la manera com explicaven històries. "El que més em va agradar d'aquests còmics va ser que van crear un món molt personal en el qual gairebé podia passar qualsevol cosa", va dir Feiffer. "I els lectors ho acceptarien encara que no tingués res a veure amb cap altre tipus de món. Era el món fantàstic que estimava".
Entre els seus comics preferits hi havia Our Boarding House, Alley Oop i Wash Tubbs.  Va començar a desxifrar trets de diferents dibuixants, com el naturalisme sentimental d'Abbie an' Slats, els personatges [Preston] Sturges i arguments d'altres, amb diàlegs cadencials. Recorda que l'Spirit de Will Eisner els rivalitzava en estructura. I cap tira, excepte Terry [and the Pirates de Milton Caniff, va rivalitzar amb l'atmosfera." 

## Carrera

### Dibuixant

#### Amb Will Eisner (1946–1956)
| «                | Les nostres baralles sempre van ser col·legials. Mai una vegada [Eisner] em va treure rang. Sempre em va sorprendre el que em va deixar sortir amb la seva. Mostra com d'estreta i estreta era la relació, que em va deixar fer aquella paròdia. Tenia una gran generositat d'ànima. | » |
| — Jules Feiffer, | |   |

Després que Feiffer es gradués de l'escola secundària als 16 anys, estava desesperat per una feina i va anar sense anunciar-se a l'oficina d'un dels seus dibuixants preferits, Will Eisner. Eisner simpatitzava amb el jove Feiffer, ja que Eisner s'havia trobat en una situació similar quan va començar. Va preguntar a Feiffer: "Què pots fer?" Ell va respondre: "Faré qualsevol cosa. Acoloriré, o netejaré, o qualsevol cosa, i m'agradaria treballar per res". No obstant això, Eisner no estava impressionat per les habilitats artístiques de Feiffer i no sabia com el podia emprar. Finalment, Eisner va decidir donar-li una feina mal pagada quan va saber que Feiffer "sabia més d'ell que ningú que hagués viscut mai", va dir Feiffer. "No va tenir més remei que contractar-me com a groupie".

Eisner considerava a Feiffer un artista mediocre, però "li agradava el cor i la intensitat del noi", escriu el biògraf d'Eisner Michael Schumacher. Eisner també era conscient que tots dos provenien d'orígens similars, tot i que era dotze anys més gran. Tots dos tenien pares que lluitaven per mantenir la seva família, i ambdues mares eren figures sòlides que mantenien la família unida a través de les dificultats. "Tenia una fam de còmics que Eisner rarament veia en els artistes", assenyala Schumacher. "Eisner va decidir que hi havia alguna cosa en aquest noi astut". Quan Feiffer més tard va demanar un augment, Eisner li va donar la seva pròpia pàgina a la secció The Spirit, i li va deixar fer el seu propi color. Com va recordar Eisner el 1978: 
| «                | Va començar a treballar només com un home d'estudi: faria esborrar, netejar... A poc a poc es va anar veient molt clar que podia escriure millor que dibuixar i ho preferia, de fet, així que va acabar fent bafarades [és a dir, diàlegs]. Primer estava fent bafarades basades en històries que jo crearia. Començava una història i deia: "Ara, aquí vull que l'Esperit faci les coses següents: tu fes els globus, Jules". A poc a poc, anava agafant el relleu i anava fent històries totalment pel seu compte, generalment basant-se en idees de les quals havíem parlat. Jo generalment, començava amb la primera pàgina, després ell l'agafava i la portava des d'allà. | » |
| — Jules Feiffer, | |   |

Van col·laborar bé a The Spirit, compartint idees, argumentant punts i fent canvis quan estaven d'acord. El 1947, Feiffer també va assistir al Pratt Institute durant un any per millorar el seu estil artístic. Amb el pas del temps, Eisner va valorar les opinions i els judicis de Feiffer més sovint, apreciant la seva "estranya habilitat" per capturar la manera com parlava la gent, sense utilitzar diàlegs artificiosos. Eisner recorda que Feiffer "tenia una autèntica oïda per escriure personatges que vivien i respiraven. Jules sempre estava atent als matisos, com els sons i les expressions" que feien que les històries semblin més reals.

#### AThe Village Voice(1956–1997)

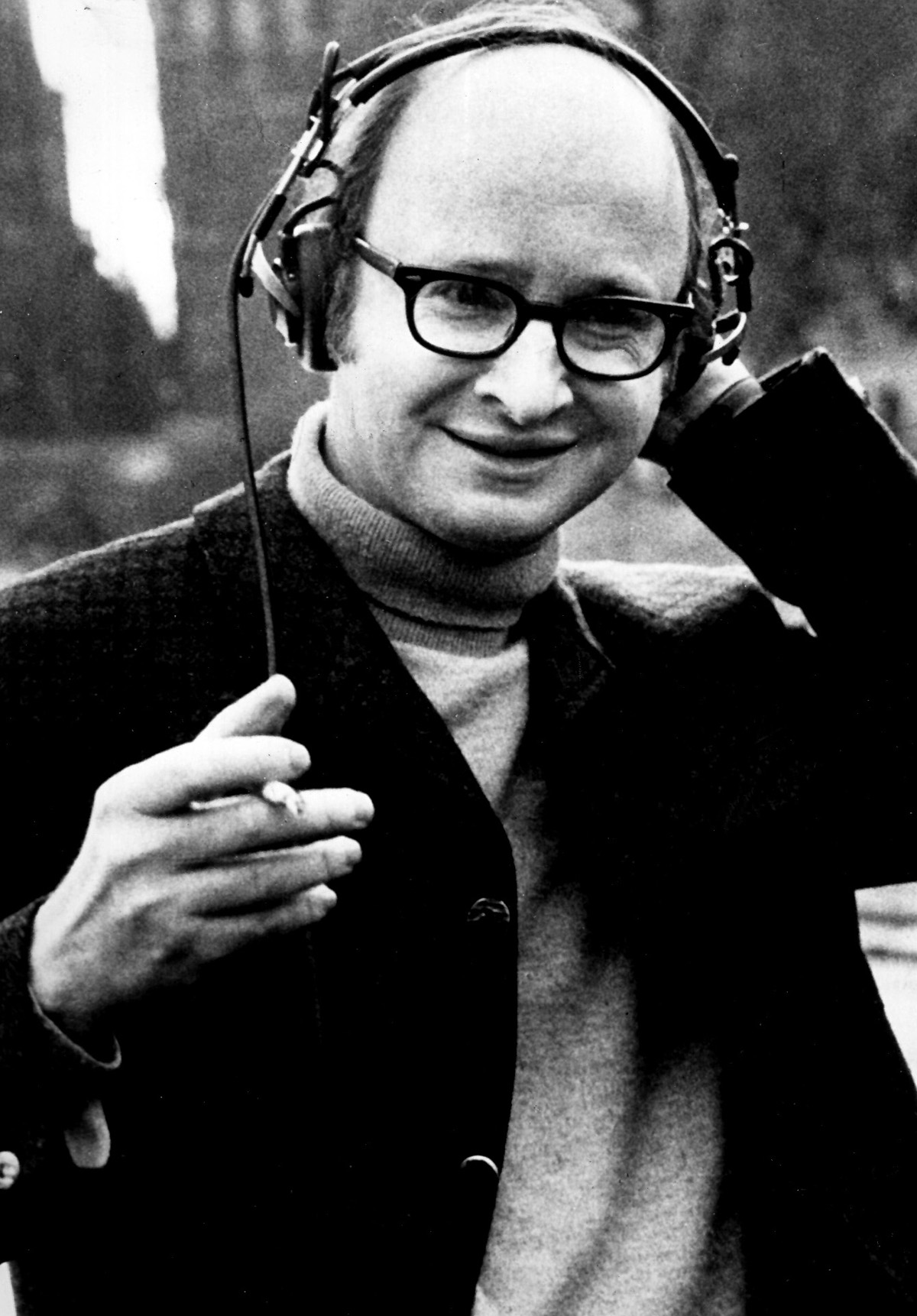
1976 sincer

Després de treballar amb Eisner durant gairebé una dècada, va optar per començar a crear les seves pròpies tires còmiques. El 1956, després de tornar a demostrar el seu talent treballant gratuïtament, es va convertir en dibuixant personal de The Village Voice, on va produir una tira còmica setmanal. Les tires de Feiffer van durar 42 anys, fins al 1997, primer titulades Sick Sick Sick, després Feiffer's Fables, i finalment com a Feiffer . Després d'un any amb The Voice, Feiffer va recopilar una col·lecció de molts dels seus dibuixos animats de sàtira en un llibre més venut, Sick Sick Sick: A Guide to Non-Confident Living (1958), una dissecció de les neurosis socials i polítiques populars. L'èxit d'aquesta col·lecció va fer que esdevingués un col·laborador habitual de la revista London Observer i Playboy. El director Stanley Kubrick, un compatriota del Bronx, va convidar Feiffer a escriure un guió per a Sick, Sick, Sick, encara que la pel·lícula mai es va fer. Després de conèixer per primera vegada l'obra de Feiffer, Kubrick li va escriure el 1958:
| «                  | Els temes còmics que entreixes em tenen molt a prop... He d'expressar una admiració sense qualificació per l'estructura escènica de les teves "tiras" i el diàleg eminentment parlable i divertit... M'interessaria més aprofundir en el nostre contacte amb l'objectiu de fer una pel·lícula amb els estats d'ànim i els temes que has aconseguit tan brillantment. | » |
| — Stanley Kubrick, | |   |

L'abril de 1959, Feiffer va ser distribuït a nivell nacional pel Hall Syndicate, inicialment a The Boston Globe, Minneapolis Star Tribune, Newark Star-Ledger i Long Island Press. Finalment, les seves tires van cobrir la nació, incloses revistes, i es van publicar regularment a les principals publicacions com ara Los Angeles Times, The New Yorker, Esquire, Playboy i The Nation. El 1997 va rebre l'encàrrec de The New York Times de crear la seva primera pàgina de còmics d'opinió, que es va publicar mensualment fins a l'any 2000.

Els dibuixos de Feiffer eren típicament minisàtires, on retratava els pensaments de la gent comuna sobre temes com el sexe, el matrimoni, la violència i la política. L'escriptor Larry DuBois descriu l'estil de dibuixos animats de Feiffer:
| «               | Feiffer no tenia històries per explicar. La seva principal preocupació era explorar el personatge. En una sèrie d'una dotzena d'imatges, mostrava els canvis d'humor que parpellejaven a les cares d'homes i dones mentre intentaven, sovint en va, explicar-se al món, als seus marits i dones, als seus amants, als seus empresaris, als seus governants, o simplement als adversaris invisibles a l'altre extrem de les xarxes telefòniques... No seria exagerat dir que el seu diàleg és tan agut com qualsevol que s'escriu als Estats Units avui. Diàleg dirigit a ments sofisticades, generalment amb el propòsit de treure-les de la sofisticació a la consciència real. | » |
| — Larry DuBois, | |   |

### L'autor

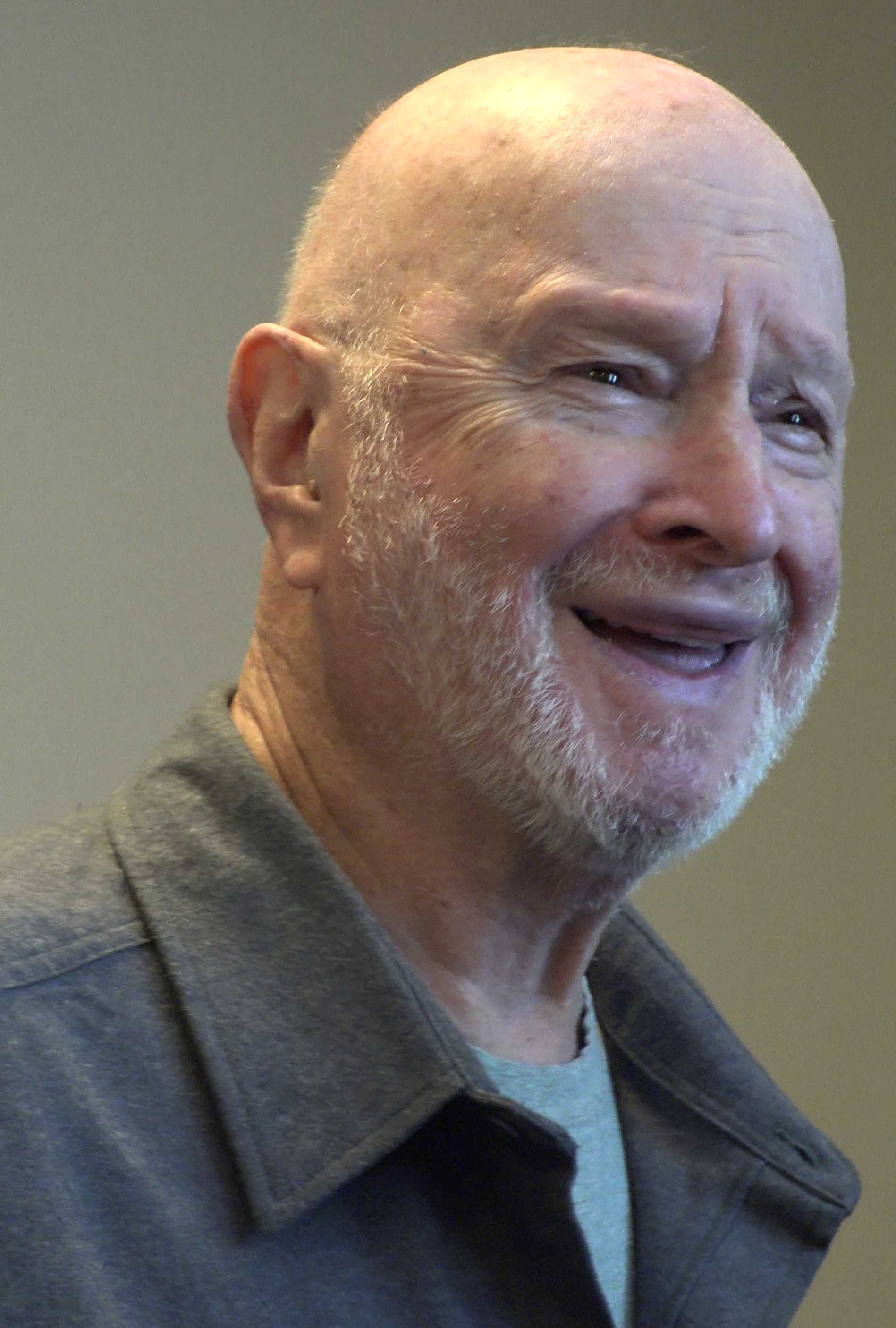
Feiffer rient durant un panell a la Biblioteca Butler de la Universitat de Colúmbia el 2016

Feiffer va publicar l'èxit Sick, Sick, Sick: A Guide to Non-Confident Living l'any 1958 (que va incloure una col·lecció de dibuixos animats d'aproximadament 1950 a 1956), i va seguir amb More Sick, Sick, Sick i altres col·leccions de tires, incloent The Explainers; Noi, Noia. Noi, Noia; Aguanta'm!; Àlbum de Feiffer; Les memòries no expurgades de Bernard Mergendeiler; Feiffer a Nixon; Amèrica de Jules Feiffer: d'Eisenhower a Reagan ; El matrimoni és una invasió de la privadesa; i els fills de Feiffer . Passionella (1957) és una narració gràfica antologitzada inicialment a Passionella i altres històries, una variació de la història de la Ventafocs . La protagonista és Ella, una escombradora que es transforma en una estrella de cinema de Hollywood.

Els seus dibuixos, tires i il·lustracions han estat reimpresos per Fantagraphics com Feiffer: The Collected Works. Explainers (2008) ha reimprès totes les seves tires des de 1956 fins a 1966. David Kamp va ressenyar el llibre a The New York Times:
| «                                   | La seva tira, normalment de sis a vuit panells sense vores, va aparèixer inicialment sota el títol Sick Sick Sick, amb el subtítol 'A Guide to Non-Confident Living'. Com suggereix el llenguatge Lenny Bruce-ish, les primeres tires són bona part del seu temps, l'era de l'ansietat de la postguerra a la gran ciutat; Pràcticament pots sentir l'olor del cafè exprés, els ciggies sense filtres, l'olor de lanolina dels jerseis de llana. | » |
| — David Kamp. (The New York Times), | |   |

Feiffer ha escrit dues novel·les (Harry the Rat with Women de 1963, Ackroyd de 1977) i diversos llibres infantils, entre ells Bark, George; Henry, The Dog with No Tail; A Room with a Zoo; The Daddy Mountain; i A Barrel of Laughs, a Vale of Tears. Es va associar amb The Walt Disney Company i l'escriptor Andrew Lippa per adaptar el seu llibre The Man in the Ceiling en un musical. Va il·lustrar els llibres infantils The Phantom Tollbooth i The odious Ogre. La seva no-ficció inclou el llibre de 1965 The Great Comic Book Heroes.
| «                                        | Vull escriure sobre el matrimoni. Crec que la història més interessant és com els homes i les dones es porten entre ells, els termes que accepten per viure junts i sobreviure junts, els compromisos que fan, les traïcions d'ells mateixos i dels altres, i com, malgrat que una vegada i una altra descobreixen que no pot funcionar, sembla preferible a qualsevol altra cosa que coneguin. Al final, esdevé força heroic. | » |
| — Jules Feiffer, (entrevista a Playboy), | |   |

Feiffer també va escriure i dibuixar una de les primeres novel·les gràfiques, en tapa dura Tantrum (Alfred A. Knopf, 1979), descrita a la seva sobrecoberta com una "novel·la en imatges". Igual que la trade paperback The Silver Surfer (Simon & Schuster/Fireside Books, agost de 1978), de Stan Lee i Jack Kirby de Marvel Comics, i les versions de tapa dura i de butxaca comercial d'A Contract with God, and Other Tenement Stories de Will Eisner (Baronet Books, octubre de 1978), aquesta va ser publicada per una editorial de llibres tradicionals, com ara llibres primerencs i distribuïts per llibres tradicionals, com Sabre (Eclipse Books, agost de 1978), es van distribuir a través d'algunes de les primeres botigues de còmics.
La seva autobiografia, Backing into Forward: A Memoir (Doubleday, 2010), va rebre crítiques positives de The New York Times i Publishers Weekly, que va escriure:
| «                                         | El seu relat de fer autostop a través del país envaeix el territori de Kerouac, mentre que els seus records tacats de tinta de la indústria del còmic rivalitzen amb el retrat de ficció guanyador del premi Pulitzer de Michael Chabon. Feiffer va ser reclutat a l'Exèrcit dels Estats Units\|U.S. Exèrcit el 1951 durant la Guerra de Corea, on va fer l'animació per al Cos de senyals de l'exèrcit dels Estats Units. Els seus dos anys a l'exèrcit van donar a Feiffer pinso per al trinxer Munro (sobre un nen que és reclutat). Aquest comentari satíric social i polític es va convertir en el punt d'inflexió en la seva afany de fama, que finalment va passar, després de molts rebuigs, quan l'aclamació per les seves tires de Village Voice va servir com a trampolí cap a altres projectes. | » |
| — The New York Times i Publishers Weekly, | |   |

Ha tingut retrospectives a la New York Historical Society, la Library of Congress i la School of Visual Arts. La seva obra està exposada i representada per la Jean Albano Gallery de Chicago. El 1996, Feiffer va donar els seus documents i diversos centenars de dibuixos originals i il·lustracions de llibres a la Biblioteca del Congrés.
El 2014, Feiffer va publicar Kill My Mother: A Graphic Novel a través de Liveright Publishing. Kill My Mother va ser nomenat el millor llibre de Vanity Fair del 2014 i el millor llibre de ficció de Kirkus Reviews del 2014. El 2016, Feiffer va publicar Cousin Joseph: A Graphic Novel, una preqüela de Kill My Mother . Cousin Joseph també es va publicar a través de Liveright Publishing i va ser un bestseller del New York Times, nomenat una de les millors novel·les gràfiques de l'any per The Washington Post i va ser nominat al premi Lynd Ward de novel·la gràfica. Un tercer llibre de la sèrie, The Ghost Script: A Graphic Novel, va ser publicat per Liveright el 2018.
El llibre d'imatges de Feiffer per a lectors joves, Rupert Can Dance, va ser publicat per FSG el 2014.

### Dramaturg i guionista
Les obres de Feiffer inclouen Little Murders (1967), Feiffer's People (1969), Knock Knock (1976), Elliot Loves (1990), The White House Murder Case i Grown Ups. Després que Mike Nichols adaptés l'obra no produïda de Feiffer Carnal Knowledge com a pel·lícula de 1971, Feiffer va escriure Popeye de Robert Altman, I Want to Go Home d'Alain Resnais i l'adaptació cinematogràfica de Little Murders.
La producció original de Hold Me! va ser dirigida per Caymichael Patten i es va estrenar a The American Place Theatre, Subplot Cafe, com a part de la seva American Humorist Series el 13 de gener de 1977. La producció va funcionar a la xarxa de cable Showtime el 1981.
Feiffer es va traslladar a Shelter Island, Nova York el 2017. Va escriure el llibre per a un musical basat en una història que va escriure abans, Man in the Ceiling, sobre un nen dibuixant que va aprendre a perseguir el seu somni malgrat les pressions per conformar-se. El musical va ser produït i dirigit per Jeffrey Seller el 2017 al Bay Street Theatre del veí Sag Harbor, Nova York.

### Instructor d'art
Feiffer va ser professor adjunt a Stony Brook Southampton. Anteriorment va ensenyar a la Yale School of Drama i a la Northwestern University. Ha estat membre sènior del Programa Nacional de Periodisme Artístic de la Universitat de Colúmbia. Va estar a la residència a l'Arizona State University Barrett Honors College del 27 de novembre al 2 de desembre de 2006. De juny a agost de 2009, Feiffer va residir com a becari de Montgomery al Dartmouth College, on va impartir un curs de pregrau sobre humor gràfic al segle XX.

## Vida personal
Feiffer es va casar tres vegades i va tenir tres fills. La seva filla Halley Feiffer és actriu i dramaturga. Una segona filla, Kate Feiffer, és l'autora i dramaturga de My Mom Is Trying to Ruin My Life i altres obres.
El seu tercer matrimoni va tenir lloc el setembre de 2016, quan es va casar amb l'escriptora JZ Holden; la cerimònia combinava tradicions jueves i budistes. És autora d'Illusion of Memory  (2013).
Feiffer vivia a l'estat de Nova York amb la seva dona i els seus dos gats. Va morir a causa d'una insuficiència cardíaca congestiva a la seva casa de Richfield Springs, Nova York, el 17 de gener de 2025, a l'edat de 95 anys.

## Honors i premis
- 1961, va rebre un premi George Polk pels seus dibuixos animats[42]
- El 1961, la pel·lícula Munro va guanyar l'Oscar pel curt d'animació
- 1969 i 1970, va guanyar el premi Obie i el premi Outer Circle Critics per les obres Little Murders i The White House Murder Case;
- 1986, guardonat amb el Premi Pulitzer de dibuixos polítics[43]
- 1989, guanyador d'un premi Inkpot[44]
- 1995, elegit membre de l'Acadèmia Americana d'Arts i Lletres[45]
- 2004, ingressat al Saló de la Fama del Còmic
- 2004, va rebre el premi Milton Caniff Lifetime Achievement de la National Cartoonists Society[46]
- 2006, va rebre el Premi de la Fundació Creativitat[47]
- 2010, va guanyar un premi a tota la vida del Writers Guild of America[48][49]
- 2023, va guanyar un premi a tota la vida del Gremi de dramaturgs d'Amèrica[50]

## Obres seleccionades
- Sick, Sick, Sick (1958)
- Passionella and Other Stories (1959)[20]
- The Explainers (1960)[20]
- Boy, Girl, Boy, Girl (1961)
- The Feiffer Album (1962)
- Hold Me! (1962)[20]
- Harry: The Rat with Women, a Novel (1963)
- Feiffer's Album (1963)
- The Unexpurgated Memoirs of Bernard Mergendeiler (1964)
- The Great Comic Book Heroes (1965)
- Feiffer on Civil Rights (1966)
- The Penguin Feiffer (1966)
- Feiffer's Marriage Manual (1967)
- Pictures at a Prosecution (1971)
- Feiffer on Nixon, the Cartoon Presidency (1974)
- Knock Knock (1976)
- Tantrum (1979)
- Jules Feiffer's America: From Eisenhower to Reagan (1982)
- Marriage Is an Invasion of Privacy and Other Dangerous Views (1984)
- Feiffer's Children (1986)
- Ronald Reagan in Movie America (1988)
- The Man in the Ceiling (1993)
- A Barrel of Laughs, a Vale of Tears (1995)
- Meanwhile— (1997)
- I Lost My Bear (1998)
- Bark, George (1999)
- Backing into Forward: A Memoir (2010)[51]
- Smart George (2020)
- Amazing Grapes (2024)[20]

## Biblografia
- Feiffer, Jules. The Great Comic Book Heroes (en anglès).  Dial Press, 1977. ISBN 978-0-8037-3045-8.